# Ле-Сабль-д’Олон (кантон)
Ле-Сабль-д’Олон (фр. Les Sables-d'Olonne) — кантон во Франции, находится в регионе Пеи-де-ла-Луар, департамент Вандея. Входит в состав округа Ле-Сабль-д'Олон.

## История
Кантон Ле-Сабль-д’Олон был создан в 1801 году и состоял из шести коммун. Современный кантон Ле-Сабль-д’Олон образован в результате реформы 2015 года.

## Состав кантона с 22 марта 2015 года
В состав кантона входят коммуны (население по данным Национального института статистики за 2019 г.):
- Ле-Сабль-д’Олон (45 030 чел.)

## Политика
На президентских выборах 2022 г. жители кантона отдали в 1-м туре Эмманюэлю Макрону 36,6 % голосов против 20,2 % у Марин Ле Пен и 12,6 % у Жана-Люка Меланшона; во 2-м туре в кантоне победил Макрон, получивший 63,9 % голосов. (2017 год. 1 тур: Франсуа Фийон – 35,7 %, Эмманюэль Макрон – 27,1 %, Марин Ле Пен – 13,5 %, Жан-Люк Меланшон – 11,9 %; 2 тур: Макрон – 73,3 %).
С 2021 года кантон в Совете департамента Вандея представляют вице-мэры города Ле-Сабль-д’Олон Флоранс Пино (Florence Pineau) и Николя Шенешо (Nicolas Chénéchaud) (оба – Республиканцы).
|                | Кандидаты                    | Партия                   | Первый тур | Первый тур     | Второй тур | Второй тур |
| Кол-во голосов | Кандидаты                    | Партия                   | % голосов  | Кол-во голосов | % голосов  |            |
| -------------- | ---------------------------- | ------------------------ | ---------- | -------------- | ---------- | ---------- |
|                | Флоранс Пино Николя Шенешо   | Правый блок              | 6 748      | 54,34          | 8 819      | 70,84      |
|                | Фабрис Дюваль Каролина Потье | Левый блок ― Зелёные     | 2 929      | 23,58          | 3 630      | 29,16      |
|                | Дани Мармен Мануэлла Матека  | Национальное объединение | 2 742      | 22,08          |            |            |

|                | Кандидаты                         | Партия             | Первый тур | Первый тур     | Второй тур | Второй тур |
| Кол-во голосов | Кандидаты                         | Партия             | % голосов  | Кол-во голосов | % голосов  |            |
| -------------- | --------------------------------- | ------------------ | ---------- | -------------- | ---------- | ---------- |
|                | Флоранс Пино Жерар Фожерон        | Правый блок        | 7 950      | 45,27          | 11 347     | 71,30      |
|                | Франсис Карре Коринна Го-Леонар   | Национальный фронт | 4 269      | 24,31          | 4 567      | 28,70      |
|                | Антони Питалье Донателла Пуантеро | Левый блок         | 3 191      | 18,17          |            |            |
|                | Лоран Акриш Катрин Рагидо         | Зелёные            | 1 091      | 6,21           |            |            |
|                | Оливье Линеат Каролина Потье      | Левый фронт        | 1 062      | 6,05           |            |            |